# Fritillaria amabilis
Fritillaria amabilis är en liljeväxtart som beskrevs av Gen-Iti Koidzumi. Fritillaria amabilis ingår i Klockliljesläktet och i familjen liljeväxter. Inga underarter finns listade.